# Kamomé-Dilecta
A equipa Kamomé-Dilecta foi uma equipa ciclista francesa que competiu profissionalmente entre 1966 e o 1967. Esteve dirigido pelo ex-ciclista Louis Caput. A equipa participou no Tour de France de 1966, com Pierre Beuffeuil que ganhou a 21.ª etapa.

## Principais resultados

### Às grandes voltas
- Volta em Espanha
  - 0 participações:

- Tour de França
  - 1 participações (1966)
  - 1 vitórias de etapa:
    - 1 oem1966: Pierre Beuffeuil

  - 0 vitórias final:
  - 0 classificações secundárias:

- Giro de Itália
  - 0 participações

## Elencos da equipa

### 1966
| Integrantes da equipe 1966 | Integrantes da equipe 1966 | Integrantes da equipe 1966   | Integrantes da equipe 1966 |
| Ciclista                   | Data de nascimento         | Equipe anterior              |                            |
| -------------------------- | -------------------------- | ---------------------------- | -------------------------- |
| Jean Anastasi              | 16 dezembro 1935           |                              |                            |
| Jean Arze                  | 30 setembro 1941           |                              |                            |
| Maurice Benet              | 5 novembro 1941            |                              |                            |
| Pierre Beuffeuil           | 30 outubro 1934            | Ford France-Gitane (1965)    |                            |
| Christian Biville          | 1 agosto 1943              |                              |                            |
| André Darrigade            | 24 abril 1929              | Margnat-Paloma-Inuri (1965)  |                            |
| Alain Desplat              | 16 dezembro 1941           |                              |                            |
| Jean Dupont                | 14 maio 1938               |                              |                            |
| Guy Epaud                  | 21 setembro 1936           |                              |                            |
| Jean Gainche               | 12 agosto 1932             | Mercier-BP-Hutchinson (1965) |                            |
| Raymond Le Breton          | 29 setembro 1941           |                              |                            |
| Abel Le Dudal              | 24 setembro 1936           |                              |                            |
| Alain Le Grevès            | 12 outubro 1939            |                              |                            |
| Jean-Claude Lebaube        | 22 julho 1937              | Ford France-Gitane (1965)    |                            |
| Gianni Marcarini           | 15 março 1940              |                              |                            |
| Raymond Mastrotto          | 1 novembro 1934            |                              |                            |
| Claude Mattio              | 1 fevereiro 1936           |                              |                            |
| Joseph Novales             | 23 julho 1937              | Margnat-Paloma-Inuri (1965)  |                            |
| Raymond Reaux              | 18 dezembro 1940           |                              |                            |
| Louis Rostollan            | 1 janeiro 1936             | Ford France-Gitane (1965)    |                            |
| Jean-Yves Roy              | 4 julho 1941               |                              |                            |
| Daniel Salmon              | 3 dezembro 1940            |                              |                            |
| Marcel Seurin              | 6 março 1941               |                              |                            |
| Jean-Pierre Van Haverbecke | 28 dezembro 1939           | Flandria-Romeo (1965)        |                            |
| Paul Vermeulen             | 8 janeiro 1938             |                              |                            |
|                            |                            |                              |                            |
| Fonte: Cycling Archives    |                            |                              |                            |

Nota: Jean Anastasi
Nota: Jean Arze
Nota: Maurice Benet

### 1967
| Integrantes da equipe 1967 | Integrantes da equipe 1967 | Integrantes da equipe 1967      | Integrantes da equipe 1967 |
| Ciclista                   | Data de nascimento         | Equipe anterior                 |                            |
| -------------------------- | -------------------------- | ------------------------------- | -------------------------- |
| Jean Arze                  | 30 setembro 1941           |                                 |                            |
| Maurice Benet              | 5 novembro 1941            |                                 |                            |
| Pierre Bouton              | 19 dezembro 1943           |                                 |                            |
| Jacques Cadiou             | 11 dezembro 1943           |                                 |                            |
| Albert Frigo               | 4 outubro 1943             |                                 |                            |
| Ferdinand L'Hoste          | 29 setembro 1941           |                                 |                            |
| Jean-Claude Lebaube        | 22 julho 1937              | Ford France-Gitane (1965)       |                            |
| Raymond Mastrotto          | 1 novembro 1934            |                                 |                            |
| Claude Mattio              | 1 fevereiro 1936           |                                 |                            |
| Louis Rostollan            | 1 janeiro 1936             | Ford France-Gitane (1965)       |                            |
| Daniel Salmon              | 3 dezembro 1940            |                                 |                            |
| Marcel Seurin              | 6 março 1941               |                                 |                            |
| Francis Toussaint          | 19 junho 1943              | Pelforth-Sauvage-Lejeune (1966) |                            |
|                            |                            |                                 |                            |
| Fonte: Cycling Archives    |                            |                                 |                            |

Nota: Jean Arze
Nota: Maurice Benet
Nota: Pierre Bouton
Nota: Jacques Cadiou
Nota: Albert Frigo
Nota: Ferdinand L'Hoste